# Hiberno-normando

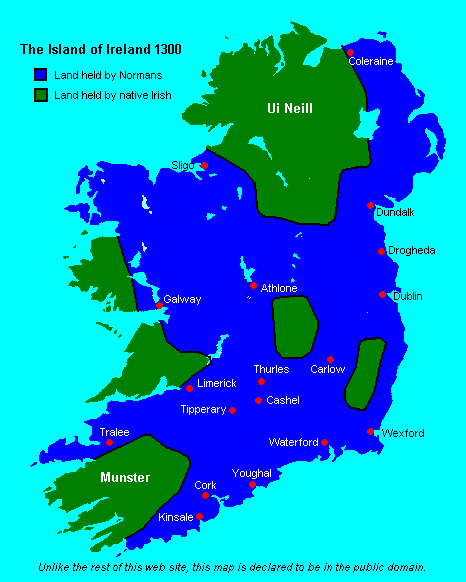
Territorios bajo control hiberno-normando en la Irlanda de 1300.

No confundir con hiberno-nórdico, término que corresponde a la población de origen escandinavo durante la expansión vikinga durante los siglos IX al XI
El término hiberno-normando hace referencia a los lores cambro-normandos que se asentaron en Irlanda, admitiendo poca o ninguna lealtad a los colonos anglo-normandos de Inglaterra. El término se refiere tanto a los orígenes de esta comunidad como al dialecto que usaron y desarrollaron los normandos franceses que se asentaron en Irlanda desde 1169 hasta el eclipse de la comunidad hiberno-normanda a principios del siglo XVII. En este proceso los hiberno-normandos se convirtieron en Más irlandeses que los mismísimos irlandeses (del latín Hibernioris ipsis Hibernis) el prefijo hiberno significa relativo a Irlanda o los irlandeses, palabra proveniente de Hibernia. Los más citados entre ellos son los Burghs (o Familia Burke), los Butlers y la dinastía FitzGerald. (Fitz es un prefijo particularmente hiberno-normando que significa hijo con el mismo significado en francés moderno fils).
A finales del siglo XVI, comenzaron a denominar a los hiberno-normandos como a los viejos ingleses, en lengua gaélica, estos eran conocidos como los gaill o Forasteros. Sin embargo, a los ingleses nacidos en Inglaterra se les llamaba Sasanaigh o saxons, hecho que reflejan los anales ingleses distinguiendo enormemente entre el término Gaill y Sasanaigh, siendo el primero usado para referirse a Fionnghaill o Dubhghaill dependiendo de cuánto deseaba el poeta halagar a su patrón.